# Madame du Deffand
Marie de Vichy-Chamrond (ou Champrond), marquise du Deffand, née le 25 septembre 1696 au château de Chamron, à Ligny-en-Brionnais, en Bourgogne, et morte le 23 août 1780 à Paris, est une épistolière et salonnière française.
La physionomie de la marquise est connue à travers un portrait de Carmontelle qui la représente assise aveugle. Un portrait actuellement perdu, peint par Pierre Gobert, était en 1753 chez la duchesse de Luynes, sa tante. Elle est aussi représentée dans l'intérieur de la chambre de Voltaire à Ferney.

## Biographie

### Entrée dans le monde
Marie de Vichy-Chamrond est née au sein d’une riche famille noble de Bourgogne, la maison de Vichy, de noblesse d'ancienne chevalerie (avant 1065) et originaire d'Auvergne. Elle est la fille de Gaspard de Vichy, comte de Champrond, et d'Anne Brûlart de La Borde, sœur de la duchesse de Luynes.
Elle est élevée dans un couvent bénédictin à Paris.
Elle épouse, à 22 ans, en 1718, Jean-Baptiste de La Lande, marquis du Deffand, homme âgé de 30 ans, et qu'elle n'estime guère. Femme célèbre par sa beauté et son esprit, d’une morale peu sévère, elle se voit bientôt entourée d'adorateurs ; elle a, dès lors, de nombreuses liaisons et mène une vie libre dans les salons de la Régence.
Par l'intermédiaire de son amant Charles-Jean-François Hénault, président de la Première Chambre des enquêtes du Parlement de Paris et ami de la reine, elle est introduite dans le cercle des Chevaliers de la Mouche à Miel, chez la duchesse du Maine qui régentait alors les plaisirs à la cour de Sceaux, avec ses salons littéraires et les fêtes des Grandes Nuits de Sceaux. Cet événement est le rendez-vous de tout ce que la cour, la robe et surtout la littérature renferment d’hommes marquants. C’est dans ce monde libertin qu'elle rencontre de nombreuses personnalités du monde des arts et des lettres et fait la connaissance de Voltaire, qui restera son ami toute sa vie.

### Une femme de lettres
À partir de 1742, elle commence sa correspondance abondante avec les célébrités de son temps : Voltaire, Horace Walpole, d’Alembert, Julie de Lespinasse, la duchesse de Luynes, la duchesse de Choiseul, et tant d’autres. Papotages, potins de cour, portraits de personnages célèbres nourrissent sa correspondance dans un style alerte et vif, mais aussi mordant et piquant, brillant comme le sont les conversations de salons de son époque qui, entre toutes, est celle de la conversation érigée en art ; parfois féroce car ses propos incisifs ne sont que trop lucides.
À la mort de son mari, elle s’installe dans les appartements jadis occupés par Madame de Montespan, rue Saint-Dominique à Paris, dans le couvent des Filles de Saint-Joseph où, à partir de 1749, elle ouvre son célèbre salon « tapissé de moire bouton d’or ». Elle y donne des soupers tous les jours, mais ceux du lundi attirent toute l’élite intellectuelle. Son intelligence et ses dons de conversation paraissent avoir exercé une véritable fascination, même lorsqu’elle est atteinte de cécité à 56 ans. C’est alors que, pour suppléer à ses déficiences, elle prend sa nièce Julie de Lespinasse comme lectrice, avant de s’en séparer de manière fracassante après avoir découvert que les conversations commencées dans son salon se terminent dans la chambre de Julie.
« Mme du Deffand est avec Voltaire, dans la prose, le classique le plus pur de cette époque, sans même en excepter aucun des grands écrivains », écrivit Sainte-Beuve. Ce que redoutait plus que tout cette femme, c’était l’ennui et la solitude ; ses excès mondains ne lui servaient qu’à les éloigner d’elle dans un tourbillon de frivolité. Elle ne cessa de le répéter dans sa correspondance : la vie lui pèse.
Amie de Voltaire, intime de D'Alembert, de Fontenelle, Marivaux, Sedaine, Helvétius, de l’architecte Soufflot, du sculpteur Falconet, des peintres Van Loo et Vernet qui fréquentent son salon, tout un monde bel esprit défile et se presse chez elle : abbés, courtisans, dames de la Cour. Voltaire, auquel ne manque pas une plume acérée pour pourfendre ses ennemis, lui présente un jour la femme qu’il aime le plus, son amie et protectrice Émilie du Châtelet, espérant qu’elles deviendraient amies. La marquise qui, bien qu’elle fût en compagnie de son amant Hénault, n’admet sans doute pas que ses amis les plus intimes lui préférassent une autre dame, fait par la suite un portrait d’Émilie véritablement cruel qui est publié en 1777 par Grimm dans la Correspondance littéraire, s’en gaussant avec Marguerite de Staal qui a été du dîner. Émilie du Châtelet, mathématicienne et physicienne, est trop différente sans doute de ces dames aux conversations brillantes mais souvent oiseuses. Émilie meurt, pleurée par Voltaire, bien avant la marquise, qui a la chance de survivre à tous deux mais la malchance de tomber amoureuse, à près de soixante-dix ans, de l’écrivain anglais Horace Walpole, qui n'a alors que cinquante-six ans et qui préfère les hommes.
Elle meurt à Paris en 1780. Quand, à l’agonie, elle entend Wiart, son valet de chambre et secrétaire pendant plus de vingt ans, étouffer ses pleurs, elle lui adresse ces derniers mots : « Vous m’aimez donc ? » On peut penser qu’il avait quelque amitié pour cette vieille femme qui a été un grand écrivain de son temps, à la fois intelligente, pénétrante et sceptique. Elle laisse, à sa mort, une correspondance abondante représentative de l'esprit du XVIIIe siècle français.

## Œuvres
- Correspondance complète de Mme Du Deffand avec la Duchesse de Choiseul, l'abbé Barthélemy et M. Craufurt. 3 vol. Paris : Michel Lévy frères , 1866. https://gallica.bnf.fr/ark:/12148/bpt6k8202q
- Cher Voltaire, éditions des femmes, 1987.

- Correspondance complète de la marquise du Deffand avec ses amis le président Hénault, Montesquieu, d'Alembert, Voltaire, Horace Walpole : classée dans l’ordre chronologique et sans suppressions, augmentée des lettres inédites au chevalier de L’Isle, précédée d’une histoire de sa vie, de son salon, de ses amis, suivie de ses œuvres diverses, et éclairée de nombreuses notes, Tome 1[6] et Tome 2[7], Genève, Slatkine Reprints, 1989

- Lettres inédites de Madame du Deffand à sa famille (1724-1780), présentées par Pierre E. Richard, éditions Michel de Maule, Paris, 2007.  (ISBN 9782876232136)

- Correspondance croisée avec la duchesse de Choiseul et l'abbé Barthélemy, augmentée de très nombreux inédits, recueillie, présentée et annotée par Pierre E. Richard. Nîmes 2011.

- Encore trois lettres inédites de Mme du Deffand... recueillies, présentées et annotées par P. E. Richard, Nîmes, 2011. édition hors commerce.
- Mme du Deffand et Julie de Lespinasse. Lettres et papiers de famille recueillis, présentés et annotés par Pierre E. Richard. à Nîmes. Ed. Nombre7 2013.
- D'Eros à Agape où les correspondances de Mme du Deffand avec Horace Walpole, présenté et annoté par Olivier Deshayes. L'Harmattan, 2011.
- Écrits inédits de Madame du Deffand révélés et présentés par Pierre E. Richard, éditions Nombre7, Nîmes, 2016.
- Nouvelles découvertes sur Madame du Deffand présentées et annotées par Pierre E. Richard. Nombre 7 éditions, 2022.

## Pour approfondir